# 錫爾赫特專區
錫爾赫特專區是孟加拉國8個專區之一，位於該國東北部。北、東、南三面為印度所包圍。面積12,595.95平方公里，2016年人口12,102,325。首府錫爾赫特市。
下分4縣、14自治市、10,101村。